# United States Basketball League 1999
La stagione USBL 1999 fu la quattordicesima  della United States Basketball League. Parteciparono 13 squadre divise in tre gironi.
Rispetto alla stagione precedente si aggiunsero due nuove franchigie, i Brooklyn Kings e i Pennsylvania ValleyDawgs. I Jacksonville Barracudas si rinominarono Gulf Coast Sundogs, mentre i Columbus Cagerz si trasferirono a Salina, diventando i Kansas Cagerz. I Camden Power si sciolsero.

## Squadre partecipanti
- Atlanta Trojans
- Atl. City Seagulls
- Brooklyn Kings
- Conn. Skyhawks
- Gulf Coast SunDogs
- Kansas Cagerz
- Long Island Surf
- N.H. Thunder Loons
- N.J. Shorecats
- Penn. ValleyDawgs
- Raleigh Cougars
- T.B. Windjammers
- Washington Congr.

## Classifiche

### Mid-Atlantic Division
| Squadra                   | V  | P  | %    | GB   |
| ------------------------- | -- | -- | ---- | ---- |
| Atlantic City Seagulls C  | 23 | 6  | 79,3 | -    |
| New Jersey Shorecats      | 19 | 9  | 67,9 | 3,5  |
| Pennsylvania ValleyDawgs  | 18 | 9  | 66,7 | 4    |
| Raleigh Cougars           | 5  | 21 | 19,2 | 16,5 |
| Washington Congressionals | 3  | 24 | 11,1 | 19   |

### Northern Division
| Squadra                     | V  | P  | %    | GB  |
| --------------------------- | -- | -- | ---- | --- |
| Connecticut Skyhawks        | 20 | 9  | 69,0 | -   |
| Long Island Surf            | 13 | 15 | 46,4 | 6,5 |
| Brooklyn Kings              | 10 | 16 | 38,5 | 8,5 |
| New Hampshire Thunder Loons | 8  | 19 | 29,6 | 11  |

### Southern Division
| Squadra               | V  | P  | %    | GB  |
| --------------------- | -- | -- | ---- | --- |
| Kansas Cagerz         | 18 | 9  | 66,7 | -   |
| Atlanta Trojans       | 18 | 10 | 64,3 | 0,5 |
| Gulf Coast SunDogs    | 11 | 16 | 40,7 | 7   |
| Tampa Bay Windjammers | 11 | 16 | 40,7 | 7   |

## Play-off

### Quarti di finale
|  | Pennsylvania ValleyDawgs | 110 – 99 | Atlanta Trojans |  |

|  | Atlantic City Seagulls | 111 – 99 | Tampa Bay Windjammers |  |

|  | Long Island Surf | 103 – 96 | Kansas Cagerz |  |

|  | Connecticut Skyhawks | 97 – 86 | New Jersey Shorecats |  |

### Semifinali
|  | Atlantic City Seagulls | 97 – 94 | Pennsylvania ValleyDawgs |  |

|  | Connecticut Skyhawks | 99 – 92 | Long Island Surf |  |

### Finale
|  | Atlantic City Seagulls | 83 – 77 | Connecticut Skyhawks |  |

### Tabellone
|  | Quarti di finale | Quarti di finale | Quarti di finale |              |               | Semifinali    | Semifinali | Semifinali |  |  | Finale | Finale | Finale |  |
|  |                  |                  |                  |              |               |               |            |            |  |  |        |        |        |  |
|  | Atlantic City    | Atlantic City    | 1                |              |               |               |            |            |  |  |        |        |        |  |
|  | Atlantic City    | Atlantic City    | 1                |              |               |               |            |            |  |  |        |        |        |  |
|  | Tampa Bay        | Tampa Bay        | 0                |              |               |               |            |            |  |  |        |        |        |  |
|  | Tampa Bay        | Tampa Bay        | 0                |              | Atlantic City | Atlantic City | 1          |            |  |  |        |        |        |  |
|  |                  |                  |                  |              | Atlantic City | Atlantic City | 1          |            |  |  |        |        |        |  |
|  |                  |                  | Pennsylvania     | Pennsylvania | 0             |               |            |            |  |  |        |        |        |  |
|  | Atlanta          | Atlanta          | Pennsylvania     | Pennsylvania | 0             | 0             |            |            |  |  |        |        |        |  |
|  | Atlanta          | Atlanta          |                  |              |               |               |            |            |  |  |        |        |        |  |
|  | Pennsylvania     | Pennsylvania     | 1                |              |               |               |            |            |  |  |        |        |        |  |
|  | Pennsylvania     | Pennsylvania     | 1                |              | Atlantic City | Atlantic City | 1          |            |  |  |        |        |        |  |
|  |                  |                  |                  |              |               |               |            |            |  |  |        |        |        |  |
|  |                  |                  | Connecticut      | Connecticut  | 0             |               |            |            |  |  |        |        |        |  |
|  | Kansas           | Kansas           | Connecticut      | Connecticut  | 0             | 0             |            |            |  |  |        |        |        |  |
|  | Kansas           | Kansas           |                  |              |               |               |            |            |  |  |        |        |        |  |
|  | Long Island      | Long Island      | 1                |              |               |               |            |            |  |  |        |        |        |  |
|  | Long Island      | Long Island      | 1                |              | Long Island   | Long Island   | 0          |            |  |  |        |        |        |  |
|  |                  |                  |                  |              | Long Island   | Long Island   | 0          |            |  |  |        |        |        |  |
|  |                  |                  | Connecticut      | Connecticut  | 1             |               |            |            |  |  |        |        |        |  |
|  | New Jersey       | New Jersey       | Connecticut      | Connecticut  | 1             | 0             |            |            |  |  |        |        |        |  |
|  | New Jersey       | New Jersey       |                  |              |               |               |            |            |  |  |        |        |        |  |
|  | Connecticut      | Connecticut      | 1                |              |               |               |            |            |  |  |        |        |        |  |

## Vincitore
| Campione USBL 1999                 |
| ---------------------------------- |
| Atlantic City Seagulls (3º titolo) |

## Statistiche
| Categoria             | Giocatore       | Squadra                | Stat |
| --------------------- | --------------- | ---------------------- | ---- |
| Punti per gara        | Mike Lloyd      | Atlantic City Seagulls | 27,3 |
| Rimbalzi per gara     | Andre Perry     | Atlanta Trojans        | 11,6 |
| Assist per gara       | James Blackwell | Tampa Bay Windjammers  | 7,4  |
| Palle rubate per gara | Gerald Walker   | Kansas Cagerz          | 2,6  |
| Stoppate per gara     | Johnny Tyson    | Gulf Coast SunDogs     | 2,8  |
| FG%                   | John Wassenberg | Atlantic City Seagulls | 66,3 |
| FT%                   | Rasheed Caraway | Raleigh Cougars        | 100  |
| 3FG%                  | Adrian Autry    | Long Island Surf       | 55,0 |

## Premi USBL
- USBL Player of the Year: Adrian Griffin, Atlantic City Seagulls
- USBL Coach of the Year: Darryl Dawkins, Pennsylvania ValleyDawgs e Kevin Mackey, Atlantic City Seagulls
- USBL Rookie of the Year: Adrian Pledger, New Hampshire Thunder Loons
- USBL Postseason MVP: Adrian Griffin, Atlantic City Seagulls
- All-USBL First Team
  - Mike Lloyd, Atlantic City Seagulls
  - Junie Sanders, Brooklyn Kings
  - Adrian Griffin, Atlantic City Seagulls
  - Andre Perry, Atlanta Trojans
  - Jermaine Walker, Gulf Coast SunDogs
- All-USBL Second Team
  - Rasaun Young, Connecticut Skyhawks
  - Curt Smith, Connecticut Skyhawks
  - Ray Hairston, Kansas Cagerz
  - Ace Custis, Pennsylvania ValleyDawgs
  - George Banks, Tampa Bay Windjammers
- USBL All-Defensive Team
  - Gerald Walker, Kansas Cagerz
  - Adrian Griffin, Atlantic City Seagulls
  - Godfrey Thompson, Connecticut Skyhawks
  - Johnny Tyson, Gulf Coast SunDogs
  - omm'A Givens, New Jersey Shorecats
  - Garth Joseph, Atlantic City Seagulls
- USBL All-Rookie Team
  - Adrian Pledger, New Hampshire Thunder Loons
  - Danny Johnson, Connecticut Skyhawks
  - Billy Thomas, Kansas Cagerz
  - Tom Wideman, Pennsylvania ValleyDawgs
  - LeRon Williams, Gulf Coast SunDogs